# Barbari
Barbari (grčki: βάρβαρος), je bio naziv u starogrčkom za sve koji su slabo ili nikako govorili grčki. Barbari su za Rimljane bili neobrazovani ljudi (paideia). Danas se naziv barbar rabi za osobu koja se ne uklapa u društvo i ima jako neciviliziran, nekulturan pristup, takozvana sirovina. Naziv sličan Barbarima jest Vandali koji se rabi u novije vrijeme.

Već su arijski Indijci rabili sanskrtsku riječ barbarāh (Plur.) 'mucaroš' za opis ljudi koji nisu pripadali njihovu narodu. U grčkom jeziku prvi se put pojavljuje kao izraz oni koji govore barbarski (barbarophonoi) u Homerovoj Ilijadi II, 867.